# Musaranya de Malàisia
La musaranya de Malàisia (Suncus malayanus) és una espècie de mamífer de la família de les musaranyes (Soricidae). Viu a Malàisia i Tailàndia. El seu hàbitat natural són els boscos secs tropicals o subtropicals.